# ウンコフスキー島
ウンコフスキー島(ロシア語: Остров Унковского)は、北極海の一部であるカラ海のタイミル半島西方に位置するロシア連邦領ノルデンショルド群島の北部のリトケ諸島にある島である。ルースキー島の南に位置する。1901年にロシア帝国の海軍大将イヴァン・ウンコフスキーに因んで名づけられた。